# Бронюк Віктор Володимирович
Віктор Володимирович Бронюк (нар. 24 березня 1979, с. Соколова, Хмільницький район, Вінницька область) — український музикант, лідер гурту ТіК.

## Освіта
Здобув дві освіти. Закінчив Барське педагогічне училище та історичний факультет Вінницького державного педагогічного університету.

## Кар'єра
У 2005 році Віктор Бронюк створює гурт, який невдовзі стає відомим під назвою ТіК (Тверезість і Культура). Цього ж року Віктор Бронюк запрошує на репетицію гурту ТіК свого майбутнього продюсера — Олега Збаращука. Його зацікавило те, що це було щось нове, не схоже на загальноприйняті музично-стильові шаблони.
1 червня 2005 року в м. Вінниця на розігрів групи Таліта Кум вийшла група ТіК і представила перед тисячною аудиторією свої творіння.
Дебют виявився вдалим і саме цей день, 2 червня, вважається Днем народження гурту ТіК. З того часу і почалася плідна праця гурту.
У 2006 році ТіК записує дует із гуртом «Ляпис Трубецкой». Композиція «Олені», автором якої є Віктор Бронюк, піднялась на найвищі сходинки українських радіостанцій і принесла справжню популярність гурту ТіК.
11 березня того ж року ТіК розпочинає всеукраїнський тур «Байки про Оленів» у Вінниці. За два місяці хлопці дали 35 концертів у 27-ми містах України і перервали своє тріумфальне турне лише 1 раз — 20 березня. Саме у цей день Віктор Бронюк отримав музичний приз в одній з восьми номінацій Першої музичної Джем-FM-Премії «НеПопса» під назвою «Найкращий дебют 2007 року».
З 2008 року Віктор Бронюк стає головою правління благодійного фонду «Подільська громада», який визнано найкращим благодійним фондом України.
16 березня 2009 року грандіозним концертом у Київському палаці спорту розпочався третій всеукраїнський «Народний тур». А 21 лютого 2011 року гурт ТіК зіграв грандіозний «Естрадно-Сімфонічєскій Бомбічєскій концерт» за участю Ансамблю пісні і танцю Збройних сил України під керівництвом Дмитра Антонюка. Одночасно на сцені виступило 97 артистів.
Влітку 2011 року Віктор Бронюк написав композицію під назвою «Не цілуй», яку в результаті виконав з українською співачкою Іриною Білик. У січні того ж року Віктор Бронюк разом із колегами по гурту знявся у кінострічці «Ржевський проти Наполеона».
У квітні 2012 року Віктор Бронюк став гравцем інтелектуальної гри «Що? Де? Коли?». Тричі його визнавали найкращим гравцем. У вересні того ж року Віктора Бронюка посвятили у козаки.
26 березня 2013 року стартував всеукраїнський тур «Найкращі українські хіти» у виконанні гурту ТіК та Ірини Білик. Артисти дали 24 концерти за 30 днів, за що потрапили до «Книги рекордів України».
У 2024 р. очолив Вінницьку обласну філармонію .

## Особисте життя
Одружений з Тетяною Бронюк. Має двох дітей - Данила та Єву. Будинок співака знаходиться в центрі Вінниці, на подвір’ї розташовані дерев’яні олені, фонтан та сцена.
У 2022 році після вторгнення Росії в Україну фронтмен гурту ТіК Віктор Бронюк приєднався до територіальної оборони Вінниці.

## Почесні звання та нагороди
- 28 серпня 2015 року отримав звання «Почесний громадянин Вінниці».
- Церковна медаль «За жертовність і любов до України» (20 жовтня 2015).